# Eugen Fleischacker
Eugen Fleischacker (* 12. Oktober 1899 in Wien; † 31. März 1953 ebenda) war ein österreichischer Politiker.

## Leben
Der Sohn eines Fotografen absolvierte zunächst die Volksschule und im Anschluss daran das Mariahilfer Staatsgymnasium, ehe er an der Universität Wien Rechtswissenschaft studierte. 1924 erhielt Fleischacker den Doktor der Rechte. Nach wenigen Monaten, in denen er als Rechtsanwalt tätig war, trat Fleischacker 1925 in den Deutsch-Österreichischen Gewerbebund ein, zu dessen Direktor er im Jahr 1933 gewählt wurde. In seiner Position kümmerte er sich um die Belange von Kaufleuten, sowie deren Stand. 1936 übernahm er die Leitung des Deutsch-Österreichischen Gewerbebundes in Niederösterreich. In der Zwischenkriegszeit stand Fleischacker der Christlichsozialen Partei nahe und engagierte sich im Cartellverband, von 1927 bis 1928 war er Mitglied der paramilitärischen Vaterländischen Front.
Nach der Machtübernahme durch die Nationalsozialisten wurde Fleischacker aus seinem Amt verdrängt, weil er sich geweigert haben soll, der NSDAP beizutreten. Daraufhin nahm er die Juristenausbildung wieder auf. Als er 1939 um die Zulassung als Gerichtsreferendar ersuchte, führte er als Beweis für die dazu geforderte Bereitschaft, „jederzeit rückhaltlos für den nationalsozialistischen Staat“ einzutreten seine Mitgliedschaften im Nationalsozialistischen Rechtswahrerbund, der Nationalsozialistischen Volkswohlfahrt und im Reichsluftschutzbund auf. Der ihn beurteilende NS-Ortsgruppenleiter ergänzte „Dr. F. möchte zur SA oder zum NSKK“. Letzterem trat Fleischacker 1939 bei, 1944 jedoch wieder aus. Erst ein erneuter Antrag 1941 erlaubte ihm die Ableistung des Referendariats am Gericht. Nach der Zulassung als Anwalt eröffnete er 1942 eröffnete in der Wiener Wollzeile 25 seine Kanzlei.
Nach dem Zweiten Weltkrieg übernahm Fleischacker die Leitung des Wiener Österreichischen Wirtschaftsbundes, einer Teilorganisation der neu gegründeten Österreichischen Volkspartei (ÖVP).
Am 25. November 1945 nahm Fleischacker sein Mandat im sich neu konstituierenden Bundesrat auf, um nur einen Monat später, am 20. Dezember 1945, in der Regierung unter Bundeskanzler Leopold Figl zum neuen Wirtschafts- und Aufbauminister ernannt zu werden. Nach fünf Monaten, am 10. Mai 1946, schied er jedoch aus dem Amt aus.
Eugen Fleischacker blieb bis zu seinem Tod Mitglied des Bundesrats. Er starb im Alter von 52 Jahren.